# Betonový plot

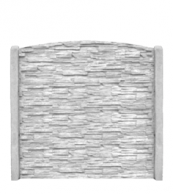
Ukázka betonového plotu

Betonový plot je pevně ukotvená stavba vymezující určitou hranici, ze kterou je omezen či zcela zakázán pohyb nežádoucích (nepovolaných) osob. Betonové ploty slouží jako ochrana nejen proti vniknutí cizích osob či k ochraně soukromí, ale také jako ochrana proti povětrnostním podmínkám. Mimo to je betonový plot prvkem zahradní architektury.

## Hlavní výhody betonových plotů
- rychlá a snadná výstavba
- mnohem delší životnost než jiné druhy oplocení
- bezúdržbovost (bez nutnosti natírání či jiné konzervace)
- stabilita bez nutnosti základů v porovnání s jinými druhy oplocení
- bezpečnost a ochrana proti hluku z ulice
- architektonicky zajímavá stavba

## Základní užití betonových plotů
- ohraničení zahrad, pozemků a průmyslových nemovitostí
- možnost zřízení kompostů, záhonů a květináčů
- kotce a výběhy pro zvířata

## Základní komponenty betonových plotů

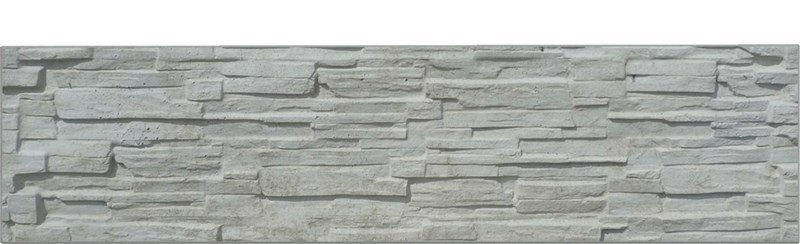
Ukázka betonové desky

- betonová deska (průměrná délka 200 cm, šířka 50 cm, tloušťka 4,5 cm, váha 75 kg)
- betonový sloupek (rozměry palet 160 x 80 cm)
- betonový koncový sloupek
- betonový rohový sloupek

## Složení betonového plotu
Pro výrobu betonových plotů se používá jen vysokopevnostní beton. Přírodní materiál je nutné kombinovat s chemickými přísadami, jelikož bez nich by betonový plot neměl dlouhou životnost. Díky obsahu certifikovaných sloučenin (plastifikátory atd.), se betonový plot stává pružnějším a odolává povětrnostním i jiným vlivům. Odolnost a pevnost nedává plotu jen cement, ale také kamenivo a ocelová armatura, které jsou přidávány v různých frakcích, a díky čemuž je plot daleko stabilnější.

## Princip betonového plotu
Betonové ploty mají nejčastěji výšku 1–2,5 metru. Skládají se systémem uložení betonových desek na sebe, ve svislé poloze se mezi ně vsunují betonové sloupky společně s koncovými sloupky. Počet desek a výška sloupků závisí na zvolené výšce plotu, například výška plotu 1 metr představuje dvě desky nad sebou, ke stavbě 2,5 metrového plotu je zapotřebí pět desek. Hranice není pevně dána, plot se dá variabilně korigovat pomocí soklové desky o výšce 25 cm.

## Povrchová úprava betonového plotu
Velmi důležitou vlastností která ovlivňuje životnost betonového plotu je povrchová úprava a struktura povrchu betonového plotu. Při výrobě je používána technologie okamžitého od-formování tzv. Standardní betonové ploty, které se vyznačují poměrně pórovitou strukturou, nebo odloženého od-formování, kdy je betonová deska  ponechána do zatuhnutí ve formě po dobu cca 10 hodin a povrch je o poznání hladší. Ochranu proti vlhkosti není nutné řešit speciálními nátěry, pokud výrobce dodržuje normy ČSN EN 12839:2012  Dále leze využít moderních technologií, díky kterým je povrch betonového plotu výrazně méně pórovitý a dosahuje tak výrazně lepších užitných vlastností. 